# Villa Venier (Sommacampagna)
Villa Venier è una villa patrizia del XVIII secolo di proprietà del Comune di Sommacampagna, situata poco distante da Verona. Annesso alla villa si trova un vasto giardino pubblico all’italiana. L'edificio e il parco sono gestiti dall'amministrazione comunale che li acquistò; la struttura fu restaurata dal Comune. Il parco viene utilizzato per spettacoli teatrali e musicali durante l’estate, mentre durante tutto l'anno si svolgono eventi di vario genere. Le stanze interne alla villa vengono occupate per mostre temporanee e in alcuni spazi hanno sede società private.